# Krakatindur
Krakatindur är en vulkan i länet Rangárvallasýsla på Island. Den ligger några mil öster om Hekla och är en del av det större lavafältet Nýjahraun. Vulkanen är 858 meter hög och hade senast utbrott 1878.